# 祝千·玛底巴扎
祝千·玛底巴扎（？—？）民族及籍贯不详，第八世祝千活佛。

## 生平
玛底巴扎是第七世祝千活佛洛藏官却成来嘉措之后的第八世祝千活佛。其后，为第九世祝千活佛官却成来嘉措。